# Calle Las Piedras (Tucumán)
La Calle Combate de Las Piedras es una calle de San Miguel de Tucumán, Tucumán, Argentina. Se extiende desde la avenida Sáenz Peña hasta la calle Rufino Cossío, en inmediaciones al Parque Guillermina. Lleva su nombre en honor al Combate de las Piedras, batalla librada en Salta en 1812 que ganó el Ejército del Norte de Manuel Belgrano.

## Historia
La calle fue creada originalmente con el trazado colonial original de la ciudad en 1685, extendiéndose a su actual extensión con el ensanche de la traza urbana en 1887. Durante el siglo XX se asentaron instituciones como la Facultad de Ciencias Naturales-Fundación Miguel Lillo, el edificio del IPSST, el ex Mercado Central de Abasto (actual Hotel Hilton Garden Inn). Asimismo cuenta con espacios públicos como el Parque Guillermina o la Plaza Libertad, inaugurada en 2023 y que posee un cerco antivandálico.
En 2024, con el cambio de sentido de las calles Crisóstomo Álvarez y San Lorenzo, la calle Las Piedras cambió su circulación entre Ernesto Padilla y avenida Adolfo de la Vega y las líneas de colectivos que circulaban por San Lorenzo pasaron a esta arteria. Además, se prohibió estacionar entre avenida Sáenz Peña y Jujuy, generando quejas entre vecinos y comerciantes de la zona.

## Sitios de interés
A lo largo de esta calle se desarrollan varios lugares de interés y emblemáticos:
- Tribunales Federales de Tucumán
- Instituto de Previsión y Seguridad Social de Tucumán
- Plaza Libertad
- Hotel Hilton Garden Inn Tucumán
- Fundación Miguel Lillo
- Escuela Periodismo Argentino
- Parque Guillermina